# عمر طولانی و موافقت با مرگ
عمر طولانی و موافقت با مرگ: توهم معصومیت ما (به انگلیسی: Living High and Letting Die: Our Illusion of Innocence)، یک کتاب فلسفی نوشته پیتر آنگر است که در سال ۱۹۹۶ منتشر شد.

## بررسی اجمالی
با الهام از مقاله ۱۹۷۱ پیتر سینگر «قحطی، ثروت و اخلاق»، آنگر استدلال می‌کند برای این‌که مردم در جهان توسعه‌یافته اخلاقاً زندگی کنند، از نظر اخلاقی موظف به فداکاری برای کمک به کاهش رنج انسان و مرگ زودرس هستند. و علاوه بر این، دروغ گفتن، تقلب و دزدی برای کاهش رنج قابل‌قبول (و از نظر اخلاقی درست) است.
آنگر استدلال می‌کند که قضاوت‌های اخلاقی شهودی که اکثر مردم دربارهٔ چندین سناریوی اخلاقی فرضی، «برکه کم عمق»، «سدان قدیمی» و «پاکت» دارند، متناقض است.

آنگر مورد فرضی «سدان قدیمی» را ارائه می‌دهد:
واقعاً ثروتمند نیستید، یک لوکس شما در زندگی، یک مرسدس سدان قدیمی است که با زمان، توجه و پول زیاد، آن را به‌دست آورده‌اید… یک روز، در تقاطع دو جاده کوچک روستایی توقف می‌کنید. با شنیدن صدایی که برای کمک فریاد می‌زند، بیرون می‌روید و مردی را می‌بینید که زخمی شده و خون زیادی بدنش را پوشانده‌است. این مرد با اطمینان از این‌که زخمش مربوط به یکی از پاهایش است، به شما اطلاع می‌دهد که دو سال کامل دانشجوی پزشکی بوده‌است. و علیرغم اخراجش به‌دلیل تقلب در امتحانات نهایی سال دومش، که وضعیت فقیر بودنش را از آن زمان توضیح می‌دهد، پیراهنش را نزدیک زخم بسته‌است تا جریان را متوقف کند؛ بنابراین، خطر فوری از دست دادن جان او وجود ندارد، شما آگاه هستید که خطر از دست دادن اندام او وجود دارد. با این حال، اگر او را به یک بیمارستان روستایی پنجاه مایلی دورتر ببرید، می‌توان از این امر جلوگیری کرد. شما می‌پرسید «زخم چگونه به وجود آمد؟» او که یک پرنده‌نگر مشتاق است، اعتراف می‌کند که به‌صورت پنهانی به مزرعه‌ای در این نزدیکی رفته و با بی‌احتیاطی پای خود را روی سیم‌خاردارهای زنگ‌زده بریده‌است. حالا، اگر به این متجاوز کمک می‌کنید، باید او را روی صندلی عقب خوب خود بخوابانید. اما اثاثه یا لوازم داخلی ماشین با خون آغشته می‌شود و پاک‌سازی ماشین بیش از پنج هزار دلار هزینه دارد؛ بنابراین، شما آن‌جا را ترک می‌کنید. او روز بعد توسط راننده دیگری به بیمارستان منتقل می‌شود و زنده می‌ماند، اما پای زخمی خود را از دست داده‌است.
آنگر گزارش می‌دهد که اکثر مردم پاسخ می‌دهند که رها کردن مسافر یک رفتار نفرت‌انگیز است، و او این قضاوت سخت‌گیرانه را با قضاوت‌های ملایم‌تری که اکثر مردم در مورد «پاکت» می‌کنند، مقایسه می‌کند:
در صندوق پستی شما کتابی از یونیسف وجود دارد. پس از مطالعه کامل کتاب، معتقدید که به‌زودی چکی به مبلغ ۱۰۰ دلار برای ناشر بفرستید، و هر کودک سال‌های بیش‌تر زندگی کند، بیش از سی کودک دیگر به‌زودی خواهند مرد.
آنگر استدلال می‌کند که عواملی که «پاکت» را از «سدان قدیمی» متمایز می‌کند، که در آن اخلاق ما را وادار به فداکاری می‌کند، از نظر اخلاقی مهم نیستند و از آزمایش‌های فکری مانند تغییرات در مسئله تراموا برای نشان دادن نظر خود استفاده می‌کند. آنگر معتقد است که عوامل روان‌شناختی پرسش‌های اخلاقی را مبهم می‌سازد، و شهود اخلاقی ما در مورد مشکلاتی از این قبیل، پنجره‌ای ناسازگار به ارزش‌های اخلاقی واقعی ما ارائه می‌دهد.
آنگر نشان می‌دهد که بهره مالکانه نویسنده از فروش این کتاب به یونیسف و آکسفام آمریکا می‌رسد.

## بازخورد
بری اسمیت و بریت بروگارد در مقاله خود «زندگی طولانی و اجازه دادن به مردن» بیان می‌کنند که استدلال آنگر یک رویکرد اصلی برای دفاع از سقط جنین را که توسط جودیت جارویس تامسون در دفاعی از سقط خود مطرح شده بود، تضعیف می‌کند:
تصور کنید که بدن شما بدون اجازه شما به بدن یک ویولونیست بیمار متصل شده‌است. نوازنده ویولن یک انسان است. اگر جدایش کنی می‌میرد. با این وجود، چنین جدایی از نظر اخلاقی مجاز به نظر می‌رسد. تامسون استدلال می‌کند که یک زن باردار ناخواسته در وضعیت مشابهی قرار دارد. بسیاری معتقدند که استدلال او جواز اخلاقی سقط جنین را حتی با این فرض که جنین یک انسان است، ثابت کرده‌است.
اسمیت و بروگارد به این نکته اشاره می‌کنند که برخی از ما هستند
که برای جلوگیری از مرگ نوازنده ویولن در اثر بیماری، حاضر است برای نه ماه ناراحتی کوچک اما فزاینده‌ای را متحمل شود. همان‌طور که اکثر ما قبول داریم، این افراد از نظر اخلاقی بهتر از دیگرانی هستند که مایل به انجام این کار نیستند.
و آن‌ها سعی می‌کنند پیامدهای اخلاقی کلی‌تری را از این مشاهده بیرون بکشند. به‌دنبال استراتژی اتخاذشده توسط آنگر، آن‌ها به تعدادی از سناریوها اشاره می‌کنند که در آن به نظر می‌رسد حق زن برای تصمیم‌گیری در مورد آنچه در بدنش اتفاق می‌افتد با حق زندگی ویولونیست مغلوب است.